# Hämatemesis
Als Hämatemesis wird das Erbrechen von Blut bezeichnet. Bluterbrechen kann aufgrund einer frischen Blutung im Bereich der Speiseröhre oder des oberen Magenbereiches vorkommen – z. B. bei Ösophagusvarizen oder einem blutenden Magengeschwür, seltener bei einem Magenkrebs – und ist in diesen Fällen hellrot (Hämoglobin), wobei auch an eine Lungenblutung gedacht werden muss, bei der das Blut jedoch meist dunkler und evtl. schaumig ist.
Von „Kaffeesatzerbrechen“ spricht man, wenn durch die Einwirkung von Magensäure aus dem Hämoglobin Hämatin gebildet wird, das eine braune Farbe hat.